# 楊允繩
楊允繩（1510年—1560年），字翼少，號抑齋，直隸松江府華亭縣（今上海市）人，明朝言官，嘉靖年間因直言入獄身死。隆慶年間平反，追諡忠恪。

## 生平
嘉靖十九年（1540年）順天府乡试第六十二名舉人。嘉靖二十三年（1544年）甲辰科会试172名，廷试三甲進士，授行人司行人，擢兵科給事中。嚴嵩當國，有詔廷推閣員。允繩偕同官王德、沈束疏陳「慎簡輔臣、收錄遺佚」二事。不久，奉命會同英國公張溶、撫寧侯朱岳、定西侯蔣傳等在閱武場檢閱應襲子弟。指揮鄭璽風傳寇至，溶等皆逃走，唯有允繩不動，并將此事上奏，朝廷將鄭璽褫職，奪張溶、朱岳營務，罰蔣傳等俸。楊允繩由是知名。此後，又劾罷兵部尚書趙廷瑞。
嘉靖三十年，升任刑科右給事中，升任戶科左給事中。謝病歸。
嘉靖三十四年（1555年），起故官，上書彈劾倭患之弊源自各層官員貪污。同年冬，巡視光祿寺，與同事御史張巽言彈劾光祿寺丞胡膏貪污。胡膏反譏二人指摘世宗“醮齋”之用，潛心道教的世宗大怒，下允繩及膏詔獄。刑部尚書何鰲以允繩“儀仗內訴事不實”，按律應絞，世宗命與巽言同受廷杖。此後，巽言奪三官，膏調外任。系狱五年，彗星隕落如雨，嚴嵩賄賂占星者，请行刑以应天意。楊允繩因此被斬於西市。
明穆宗即位后，贈允繩光祿少卿，予一子官。天啟初，諡忠恪。《明史》有傳。

## 家族
曾祖杨云，贈承德郎、工部主事。祖父杨玮，號玉峰，官四川按察司副使。父杨秉道，號晴川。母戴氏。永感下。有子楊應祈、孫楊忠裕、曾孫楊孝堪。

## 延伸阅读
[在维基数据编辑]
 《明史卷二百〇九》，出自《明史》